# 1-е Тедженское водохранилище
1-е Тедженское водохранилище (туркм. 1-nji Tejen suw howdany) — бывшее водохранилище в Ахалском велаяте Туркменистана, расположенное на реке Теджен.

## Описание
1-е Тедженское водохранилище использовалось для регулирования сезонного стока Теджена, и орошения сельскохозяйственных земель в Марыйской области. Полезная ёмкость водохранилища составляла 142 млн. м³. При нормальном подпорном уровне, площадь водохранилища составляла 2,6 тысяч га, длина водохранилища — 10 км, максимальная ширина — 4 км, а наибольшая глубина — 17 м.

## История
Водохранилище было наполнено водой в 1950—1952 годах.
После строительства водохранилища «Достлук» на ирано-туркменской границе, в низовьях реки Теджен начались проблемы со стабильностью речного стока, вследствие чего, 1-е и 2-е Тедженские водохранилища, которые к тому моменту уже были сильно заилившимися, прекратили своё существование.